# Miss Costa Rica 2011
En el año 2011 se llevó a cabo edición número 56° del Miss Costa Rica, donde se elige a la representante nacional para el Miss Universo 2011. Dicho certamen se realizó el viernes 25 de marzo, en el Auditorio Nacional del Museo de los Niños en San José. Marva Wright Miss Costa Rica 2010 coronó a Johanna Solano como la nueva embajadora de la belleza costarricense.

## Ganadoras
| Resultado            | Candidata                    |
| -------------------- | ---------------------------- |
| Miss Costa Rica 2011 | - Heredia - Johanna Solano   |
| 1° Finalista         | - San José - Mariana Loranca |
| 2° Finalista         | - Alajuela - Natalia Gómez   |

## Candidatas Oficiales
| Provincia | Candidata           | Edad | Estatura (m) | Ciudad Natal  |
| --------- | ------------------- | ---- | ------------ | ------------- |
| Alajuela  | Natalia Gómez       | 19   | 1,80         | Alajuela      |
| San José  | Heksybat Salazar    | 21   | 1,73         | San José      |
| San José  | Karla Spieker       | 26   | 1,75         | San José      |
| San José  | Mariana Loranca     | 20   | 1,75         | San José      |
| Heredia   | Johanna Solano      | 21   | 1,75         | Heredia       |
| Heredia   | Pamela Peralta      | 22   | 1,74         | Heredia       |
| Heredia   | Sara Correa         | 19   | 1,70         | Heredia       |
| San José  | Priscilla Hernández | 24   | 1,68         | Pérez Zeledón |
| Alajuela  | Yensy Arguedas      | 24   | 1,75         | San Ramón     |
| San José  | Karla Uriarte       | 24   | 1,72         | San José      |

### Datos acerca de las Candidatas
- Natalia Gómez es la candidata con mayor estatura midiendo 1.80 cm, además ella es una atleta nacional ya que es una nadadora profesional.
- Sara Correa nació en Medellín, Antioquía, Colombia, pero a la edad de 7 años llegó al país, al anunciarse esto hubo una gran polémica ya que se decía que la candidata no tiene sangre costarricense.

### Curiosidades en Miss Universo 2011
Johanna Solano fue la delegada costarricense en Miss Universo 2011.  
- Logra la tercera clasificación de Costa Rica en algún top de Miss Universo.
- Es la tercera ocasión que las delegadas costarricenses logran llegar al top 10. La primera fue Marian Esquivel en el año 1954 después lo logró Nancy Soto en el 2004 y en el 2011 Johanna Solano.
- Para el año 2011 Costa Rica y Panamá logran entrar en algún top de Miss Universo, la última vez que sucedió esto fue en el año 1954 donde Costa Rica debutó en Miss Universo.